# یو. اس. ای (ایالات متحده آتلانتا)
یو. اس. ای (ایالات متحده آتلانتا) (به انگلیسی: U.S.A. (United State of Atlanta)) چهارمین آلبوم استودیویی گروه موسیقی آتلانتایی یینگ یانگ توینز است. این آلبوم در بیلبورد ۲۰۰ با فروش حدود ۲۰۱٫۰۰۰ نسخه در هفته نخست، در رتبه دوم جای گرفت و از بهترین‌های موسیقی در بین گروه‌های دو نفره گردید. ایالات متحده آتلانتا در نهایت با فروش بیش از یک میلیون نسخه، موفق شد گواهی آلبوم پلاتین را توسط انجمن صنعت ضبط موسیقی آمریکا دریافت نماید.